# Pierrette Venne
Pour l’article homonyme, voir Venne.
Pierrette Venne, née le 8 août 1945, est une conseillère juridique, avocate et femme politique fédérale du Québec.

## Biographie
Née à Beauharnois dans le Comté de Beauharnois, Pierrette Venne devint députée du Parti progressiste-conservateur du Canada dans la nouvelle circonscription fédérale de Saint-Hubert en 1988. Elle quitte le caucus progressiste-conservateur en 1991 pour se rallier au nouveau Bloc québécois. Réélue en 1993 et dans Saint-Bruno—Saint-Hubert en 1997 et en 2000, elle ne se représente pas en 2004.
Elle est suspendue du caucus du Bloc québécois en 2003 après avoir publiquement critiqué le chef Gilles Duceppe. Elle demeura députée indépendante du Bloc québécois jusqu'à la fin de son mandat.
Durant son passage à la Chambre des communes, elle fut porte-parole du Bloc en matière de Justice de 1994 à 1996, d'Affaires intergouvernementales de 1996 à 1998, de Défense nationale en 1998, d'Infrastructure de 1998 à 1999, de Conseil du trésor de 1998 à 1999 et de Solliciteur général de 1999 à 2003.